# Digesta (opere giuridiche)
I digesta sono delle opere giuridiche elaborate nell'antica Roma.

## Terminologia
Il termine digesta è utilizzato al singolare (digesto) soprattutto per indicare la raccolta giustinianea di iura, per antonomasia "il Digesto". Tale opera fu così chiamata poiché l'idea era la stessa delle antologie ragionate di testi giuridici che i giuristi, già dall'età di Cesare, chiamavano appunto Libri Digestorum o Digesta.

## Storia
L'opera nasce nella forma di raccolta di responsa, con tutta probabilità all'interno della cerchia degli allievi di Servio Sulpicio Rufo. Il grande giureconsulto infatti rispondeva ai quesiti in materia di diritto in maniera "eccedente" il caso prospettato, spiegando anche come trattare i casi simili. La sua produzione era inoltre vastissima (si parla di 140 più 180 libri di responsa in totale). Furono quindi i suoi allievi ad ordinare questa massa di materiale. Essi si ispirarono all'opera di Alfeno Varo, sempre allievo di Servio, che aveva raccolto in una singola opera tutto il suo lavoro. A differenza dell'opera di Alfeno però, gli "auditores servii" inserirono nei 140 libri che risultarono non solo i responsi di Servio, ma anche quelli loro propri. Questi auditores servii sono nominati da Pomponio ed Ulpiano proprio con tale espressione, suggerendo che, presi singolarmente, non dovevano avere avuto particolare importanza, a differenza dei due allievi di Servio più famosi quali Aulo Ofilio e lo stesso Alfeno Varo. La loro fu dunque la prima opera di raccolta ordinata di testi di più autori: il primo Digesto.

## Opere
- I quaranta libri digestorum di Alfeno Varo, contenente responsi suoi e del suo maestro; frammenti di quest'opera sono citati nel Digesto di Giustiniano
- La raccolta degli Auditores Servii
- I digesta di Claudio Trifonino (secondo alcuni invece si tratterebbe di un'opera di un giurista classico)
- I digesta di Marcello
- I digesta di Salvio Giuliano, in 90 libri